# Loi Pica
La loi 1409 de 1863, plus connu comme la loi Pica, du nom de son promoteur, le député des Abruzzes, Giuseppe Pica, a été approuvée par le parlement de la droite historique et a été promulguée par Victor-Emmanuel II, roi d'Italie, le 15 août de la même année. Présentée comme un « moyen exceptionnel et temporaire de défense », la loi a été prorogée à plusieurs reprises et complétée par des modifications ultérieures, elle est restée en vigueur jusqu'au 31 décembre 1865. Son but principal était de réprimer le brigandage post-unitaire dans le Mezzogiorno.

## Contexte
La mesure législative suit de près de douze mois la proclamation par le gouvernement de l'état de siège dans les provinces méridionales, qui a eu lieu à l'été 1862. L'état de siège est destiné à concentrer le pouvoir dans les mains de l'autorité militaire afin de réprimer l'activité de résistance armée : ceux qui sont capturés avec l'accusation de brigandage sont suspectés d'être des rebelles ou parents de rebelles et à ce titre passés par les armes sans aucune formalité.
Lors de la session parlementaire du 29 avril 1862, le sénateur Giuseppe Ferrari dit : « Vous ne pouvez pas nier que des familles entières sont arrêtées sous le moindre prétexte, qu'il y a, dans ces provinces, des hommes acquittés par les tribunaux et qui sont toujours en prison. Il a été introduit une nouvelle loi en vertu de laquelle tous les hommes pris les armes à la main seront fusillés. C'est ce qu'on appelle une guerre barbare, une guerre sans quartier. Si votre conscience ne vous dit que vous êtes en train de vous vautrer dans le sang, je ne sais plus comment m'exprimer ».
En revanche, ceux qui réussissent à éviter le peloton d'exécution ne peuvent plus être jugés par les tribunaux militaires et ils sont soumis à la justice ordinaire, qui, selon les modifications apportées au code pénal piémontais en 1859, ne prévoit plus l'application de la peine de mort pour les crimes politiques.
La loi Pica, suspendant la garantie des  droits constitutionnels couverts par le Statut albertin, est destinée à combler ce « vide », soustrayant les suspects de brigandage aux tribunaux civils en faveur des tribunaux militaires.

## Brigandage et camorra
La loi Pica, dont le titre est « Procédure pour la répression du brigandage et des camorristes dans les Provinces infectées » est la première disposition législative de l'État unitaire dans lequel il est envisagé le crime de camorrites.
Outre l'introduction du crime de brigandage, la loi 1409/1863 définit le périmètre de l'ordre public incluant aussi les actes criminels commis par le secteur naissant du crime organisé. La loi Pica introduit également, pour la première fois, la peine d'assignation à résidence, devenant, par ces deux aspects, le précurseur de la grande production législative destinée à combattre les crimes de la mafia qui caractérisent le XXe siècle.
Légiférant cependant, sur la proto-mafia et le brigandage par une seule loi, le Parlement italien a associé de manière inappropriée les activités de simples actes de banditisme au brigandage politique anti-unitaire et  légitimiste.

## Mesures législatives

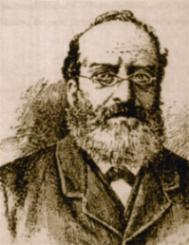
Giuseppe Pica

En application de la loi Pica, les tribunaux militaires reçoivent la compétence en matière de crimes de brigandage dans les provinces définies comme « infestées par le brigandage » (arrêté royal du 20 août 1863).
Selon la loi, toutes personnes armées, trouvées dans un groupe d'au moins trois personnes, peuvent être considérées comme des brigands et par conséquent, jugées par une cour martiale.
Des milices de volontaires peuvent être créées pour pourchasser les brigands et il est établi des primes pour chaque brigand arrêté ou exécuté.
Les peines des condamnés vont de l'emprisonnement, aux travaux forcés, à la peine de mort. Sont punis de la peine de mort (ou aux travaux forcés à perpétuité, dans le cas de circonstances atténuantes), tous ceux qui opposent une résistance armée à l'arrestation, tandis que ceux qui ne s'opposent pas à l'arrestation peuvent être punis aux travaux forcés à perpétuité ou à une peine limitée de travaux forcés (en cas de circonstances atténuantes). Les sanctions applicables augmentent au cas où les auteurs sont reconnus coupables d'autres crimes. Ceux qui fournissent de l'aide et du soutien de toute nature aux brigands peuvent être punis à une peine limitée de travaux forcés ou à de l'emprisonnement (en cas de circonstances atténuantes). Sont punis à la déportation, tous ceux qui ont rejoint, même momentanément, un groupe qualifié de brigands. À l'inverse, il est prévu des mesures de clémence pour ceux qui se présentent spontanément aux autorités. Enfin, le crime d'incitation au brigandage est institué.
La loi prévoit en outre la peine de détention à domicile pour les vagabonds, les personnes sans emploi fixe, les suspects de complicité, les camorristes et les partisans, et ce jusqu'à un an de réclusion.
Dans les provinces désignées « infectées », des conseils d'inquisiteurs sont institués qui comprennent le préfet, le président du tribunal, le procureur du Roi et deux citoyens de la Députation provinciale qui ont pour fonction d'établir la liste des personnes suspectées et qui doivent être arrêtées ou, en cas de résistance. La présence sur la liste est en soi une preuve pour l'accusation. En essence, des allégations sans fondement ou même une vengeance privée permet de rendre une personne suspecte.
La loi a également un effet rétroactif, en d'autres termes, il est possible d'appliquer la loi Pica pour des crimes antérieures à la promulgation de la loi.
Avec les modifications ultérieures, la loi Pica est étendue à la Sicile, bien que le brigandage légitimiste des provinces napolitaines en soit absent. L'objectif du gouvernement est de combattre le phénomène de refus de la conscription. Les insoumis, leurs parents et même leurs concitoyens (par le biais de l'occupation militaire des villes et villages) peuvent être poursuivis. La suspension des droits constitutionnels, s'accompagne de mesures comme la punition collective pour les crimes individuels et le droit de représailles contre les villages : la notion de « responsabilité collective » est introduite.

## Le contexte social et politique

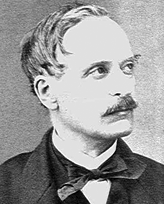
Luigi Federico Menabrea

Déjà au cours de la discussion au Parlement, l'hypothèse selon laquelle la proposition de Pica peut conduire à des erreurs et de l'arbitraire de toutes sortes est avancée : le sénateur Ubaldino Peruzzi note que la mesure est « la négation de toute liberté politique ». À la main de fer proposée par la droite historique, le sénateur Luigi Federico Menabrea propose une alternative. Menabrea, comme solution au mécontentement populaire et aux insurrections qui ont suivi l'annexion des Deux-Siciles au royaume d'Italie, propose d'allouer 20 millions de lires pour la réalisation d’œuvres publiques dans le Sud. Le plan de Menabrea ne connait pas de suite, le parlement italien employant la manière forte.
En général, la lutte contre le banditisme emploie un important « contingent de la paix » : au début 120 000 hommes, soit près de la moitié de l'effectif de l'armée, puis en réduction jusqu'à atteindre le nombre de 50 000 hommes,,.

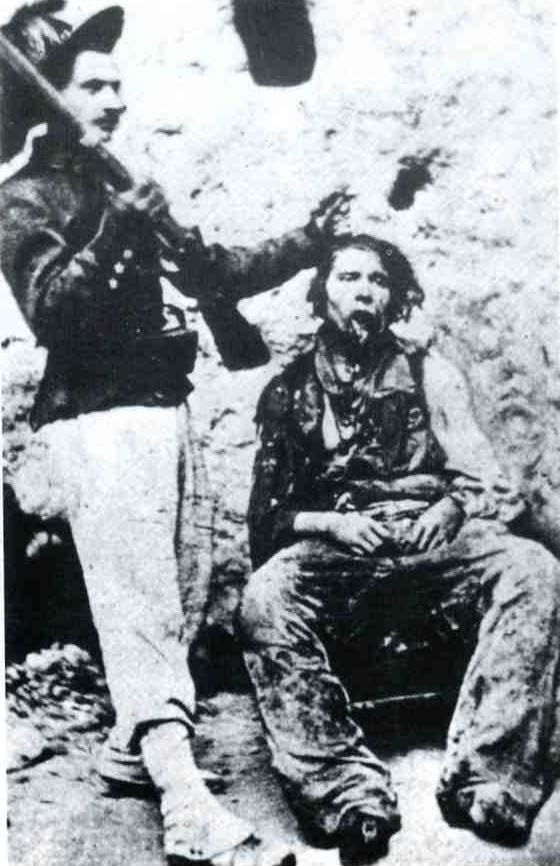
Nola, le 10 septembre 1863, un bersaglier montre le corps du brigand Nicola Napolitano.

En substance, la loi ne fait aucune distinction entre les voleurs, les meurtriers, les paysans, les complices réels ou présumés. La loi Pica, par les exécutions, les arrestations et les morts au combat, élimine dans le pays environ 14 000 brigands ou présumés tels (jusqu'à décembre 1865, 12 000 arrestations et déportés, et 2 218 condamnations à mort). La seule année de 1865 voit 55 condamnations à mort, 83 aux travaux forcés à vie, 576 à une peine limitée de travaux forcés et 306 à l'emprisonnement. Malgré une telle rigueur, la loi Pica ne réussit pas à apporter les résultats que le gouvernement s'est fixés : l'activité insurrectionnelle et le brigandage persistent au-delà de 1865 pour durer jusqu'en 1870.